# At Home
Albums de Avishai Cohen
Lyla
(2003) Continuo
(2006)
At Home est un disque du trio d'Avishai Cohen accompagné d'un ensemble d'autres musiciens, paru en 2004.

## Morceaux
Les compositions sont signées Avishai Cohen sauf mention contraire 
1. Feediop
2. Madrid
3. Leh-Lah (Avishai Cohen, Mark Guiliana,Yosvany Terry, Sam Barsh)
4. Remembering
5. Renouf's Last Tooth (Avishai Cohen, Mark Guiliana, Sam Barsh )
6. Gershon Beat
7. No Words
8. Punk
9. Meditterranean Sun
10. Saba
11. Toledo